# Adolphe Goupil

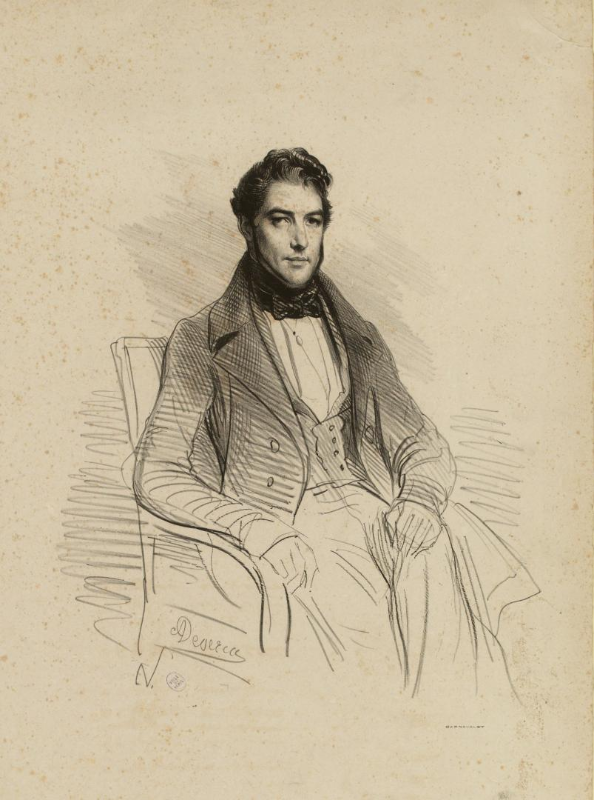
Adolphe Goupil, éditeur d'estampes, litografía de Achille Devéria, hacia 1831.

Adolphe Goupil (1806-1893) fue un activo marchante y editor de arte francés, fundador de la empresa Goupil & Cie..

## Historia de la Casa Goupil
En 1829, ya como editor domiciliado en el número 12 del Boulevard Montmartre de París, Adolphe Goupil se asoció con Henry Rittner, marchante de estampas (grabados). Juntos, se dedicaron a editar y comercializar grabados originales y de reproducción, procedentes de varios países, pero sobre todo franceses, ingleses y alemanes. La familia de Rittner estaba establecida en Dresde, donde se dedicaba al comercio de estampas, lo que aumentaba su potencial de ventas por Europa. Produjeron reproducciones de grandes maestros y de los pintores que exponían en el Salón de París. Desde 1841 hasta 1850 la sociedad se denominó «Goupil & Vibert et Cie».
Además de impresor y editor, Goupil se convirtió en marchante de cuadros y dibujos desde 1846, cuando Alfred Mainguet entró a formar parte de la compañía. Goupil ya había firmado un contrato en 1845 con el pintor Charles Landelle, por el que el artista se comprometía a no disponer de sus derechos de reproducción antes de proponerlos a la Maison Goupil ("casa Goupil"). De 1850 a 1884 la sociedad tomó el nombre de «Goupil et Cie», siendo los asociados Alfred Mainguet (1850-1856), Léon Goupil (18554-1855), Léon Boussod (1856-1884), Albert Goupil (1872-1884) y René Valadon (1878-1884). Entre 1872 y 1878 será comanditario de la sociedad Vincent van Gogh (1820-1888, llamado Cent, tío paterno del famoso pintor).
La casa Goupil trabajó con los grabadores y litógrafos más competentes y no dudaba en utilizar las técnicas más onerosas: aguafuerte, aguatinta, manière noire mêlées au burin y, desde 1853, técnicas fotográficas, publicando los álbumes de fotografías de Félix Teynard y F. A. Renard. Mejoraron el procedimiento de impresión comprando en 1867 los derechos de explotación para Francia del sistema Woodbury. La fotogliptia (photoglyptie) o woodburytipia permite producir una gran cantidad de imágenes de un aspecto similar al de un tirage argentique (fotografía analógica) y no se altera con la luz. Siguieron utilizándola hasta el descubrimiento del fotograbado, que adoptaron en 1873, hasta el cierre del establecimiento en 1921. De 1841 a 1877 abrieron sucursales en Londres y Nueva York (1848), Berlín, La Haya (1861), Bruselas (1863), Viena, lanzando la edición de arte de la era industrial en la escena internacional. En París tuvieron cuatro puntos de venta además de la sede central del Boulevard Montmartre: el n°2 de la place de l'Opéra, el n.º 9 de la rue Chaptal y en la rue d'Enghien.
Entre los artistas protegidos por Goupil, que trabajaban e incluso se alojaban en su hôtel de la rue Chaptal, estuvo el español Mariano Fortuny, a quien, tras serle presentado por Zamacois, introdujo en 1870 en el mercado de arte con pinturas del género denominado tableautin o "casacón", obteniendo gran éxito con La Vicaría.
De 1871 a 1885 firmaron un contrato de exclusividad con el pintor Giovanni Boldini. En 1887 su galería era conocida con el nombre de «Boussod, Valadon et Cie», cuando firmó un contrato con Léon-Augustin Lhermitte, por el que la galería se comprometía a comprar toda su producción con abandono de los derechos de reproducción à charge pour elle de lui fournir ses encadrements. Aunque Lhermitte sólo obtenía la mitad de los beneficios de venta, como el comprador potencial no trataba ya con el artista, sino con la galería, y pagaba un 133% de más, el artista ganaba un 66% más que tratando directamente.
Tras sufrir varios cambios, la sociedad se liquidó entre 1917 y 1921 y los fondos editoriales se adquirieron por Vincent Imberti en 1921. Tras el fallecimiento de este, pasaron a ser propiedad pública y actualmente pertenecen al museo de Aquitania.

## Familia y otros datos
Su hija Marie se casó con el pintor Jean-Léon Gérôme.
Adolphe Goupil fue elegido alcalde de Saint-Martin-aux-Chartrains (Calvados) de 1875 a 1893. Allí poseía el château Tout La Ville.
Su familia se le asoció, gestionando algunos la sucursal holandesa del citado Vincent van Gogh "Cent" y Theo van Gogh (respectivamente tío y hermano del famoso pintor) y estableciéndose otros en Londres y París. La razón social se denominó por algún tiempo «Goupil, Manzi et Joyant» (amigo de Toulouse-Lautrec).
En Burdeos se le ha dedicado el Musée Goupil, fundado en febrero de 1991.

## Publicaciones
- 1858, Œuvre de Paul Delaroche, reproduite en photographie par Robert Jefferson Bingham, texte de la notice par Henri Delaborde, et du Catalogue Raisonné par Jules Goddé, Paris, Goupil et Cie 19 Bd Montmartre, et 9 rue Chaptal.
- 1863, Souvenir de la Galerie Pourtalès, reproduction d'antiques, Tableaux et Objets d'art les plus remarquables de la collection du Comte de Pourtalès-Gorgier: James-Alexandre de Pourtalès, volume grand in-folio comprenant 63 planches, prix de vente 300 francs. Photographe non identifié. La vente eu lieu en février 1865.[6]